# Розация
Розация (фр. Rosazia, корс. Rosazia) — коммуна во Франции, находится в регионе Корсика. Департамент коммуны — Южная Корсика. Входит в состав кантона Севи-Сорру-Чинарка. Округ коммуны — Аяччо.
Код INSEE коммуны — 2A262.

## Население
Население коммуны на 2008 год составляло 61 человек.
| 1962 | 1968 | 1975 | 1982 | 1990 | 1999 | 2008 |
| ---- | ---- | ---- | ---- | ---- | ---- | ---- |
| 93   | 124  | 105  | 71   | 65   | 81   | 61   |

## Экономика
В 2007 году среди 29 человек в трудоспособном возрасте (15—64 лет) 17 были экономически активными, 12 — неактивными (показатель активности — 58,6 %, в 1999 году было 30,4 %). Из 17 активных работало 15 человек (11 мужчин и 4 женщины), безработных было 2 (1 мужчина и 1 женщина). Среди 12 неактивных 2 человека были учениками или студентами, 5 — пенсионерами, 5 были неактивными по другим причинам.